# Törcsvári kastély
A törcsvári kastély (románul Castelul din Bran) Romániában, Erdélyben, Brassótól 30 km-re délnyugatra, a Törcsvári-szoros előtt álló Törcsvár falu mellett helyezkedik el. A kastély ma múzeumként működik, mellette pedig egy kis falumúzeum található. A romániai műemlékek jegyzékében a BV-II-m-A-11610.01 sorszámon szerepel.

## Története

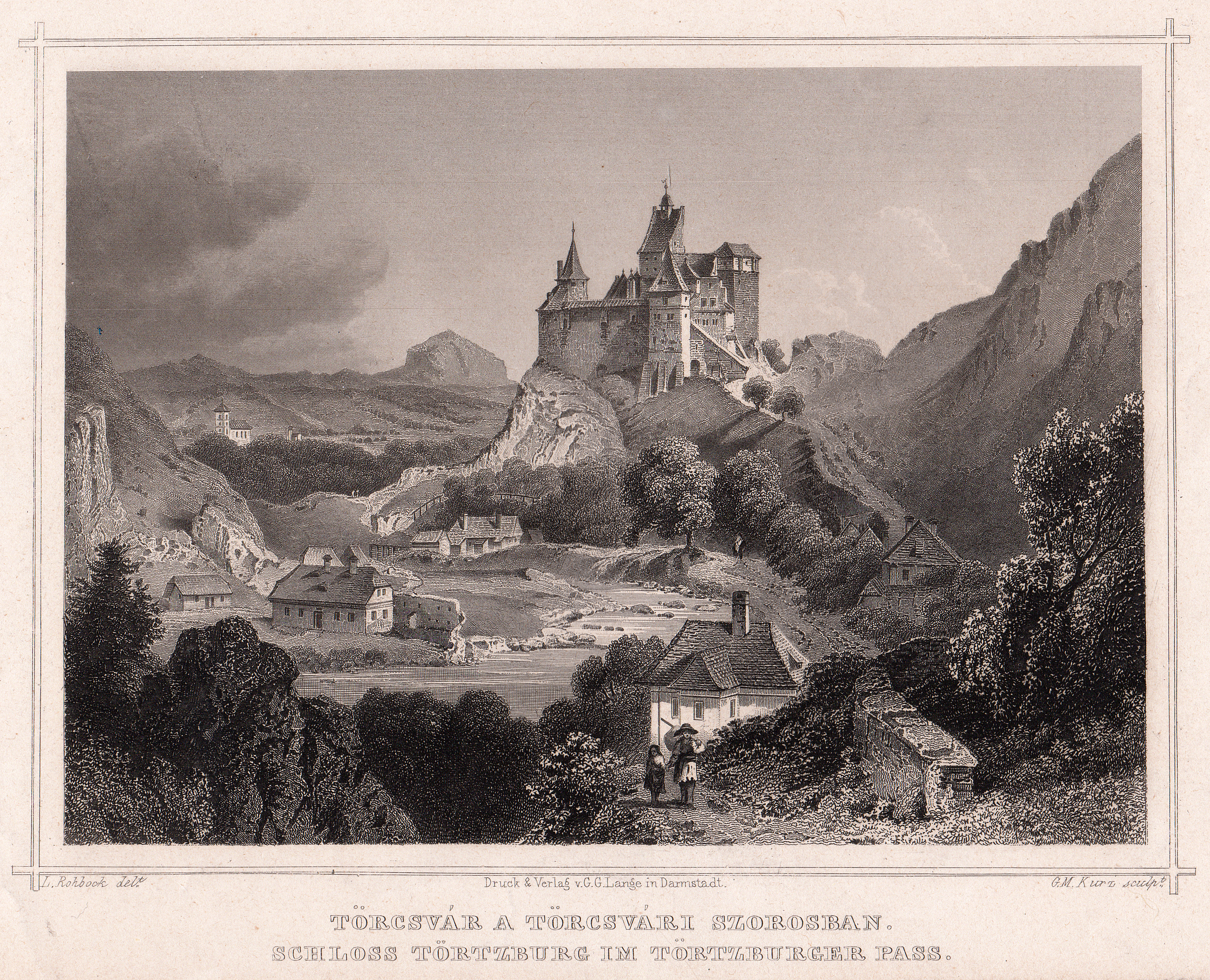
Ludwig Rohbock: A törcsvári kastély (1883)

A vár I. Lajos magyar király engedélyével, 1377-ben épült a mellette elhaladó, fontos kereskedelmi út ellenőrzésére és a havasalföldi román vajdák betörései ellen. Fekvéséből adódóan a nehezen bevehető várak közé tartozott. Feltehető, hogy korábban is volt itt valamilyen erősség ez azonban a havasalföldi vajdaság megszilárdulása után már nem láthatta el kielégítően feladatát. Egyes szakírók szerint e korai várat a II. Endre király által 1211–1215 között betelepített német lovagok építették, a legújabb kutatások azonban ezt nem tartják valószínűnek.
Az uralkodó fenntartotta magának a törcsvári várnagyok kinevezésének jogát, és a későbbiekben is rendelkezett bizonyos birtokokkal a várban és a hozzá tartozó falvakban. Törcsvár neve Hunyadi János 1448-ban kelt oklevelében tűnik fel ismét, melyben parancsot ad ottani várnagyainak. 1498-ban Ulászló király Brassónak adta zálogba a várat, de kikötötte, hogy várnagya mindenkor magyar legyen. Brassó a vár megerősítésével nem sokat törődött, bár 1512-ben 100 forintot fizetett ki Zeller Mátyás építőmesternek a javításokért.
1512-ben a várat Brassó város 100 forint értékben felújíttatta, Zeller Mátyás építőmester vezetésével. 1530-ban Mózes vajda küldött sereget a vár elfoglalására, de a székelyek nagy vérveszteségek árán megvédték. Az ostrom után a brassóiak azonnal megkezdték a sérült falak kijavítását, a munkálatok 1535-ig tartottak. A brassóiak 1568-ban elérték, hogy Törcsvár véglegesen az övék legyen. Ezért János Zsigmond fejedelem évi 200 forint adót vetett ki rájuk.
Miután a vár Brassó kezére került, határvédő szerepe csökkent. Amikor Báthory Gábor a vele ellenséges brassóiak ellen fordult, a rozsnyói vár elfoglalása után, 1612. április 5-én Törcsvár alá vonult, mire a szász Henklischer János várnagy azonnal átadta a vár kulcsait a fejedelemnek. Brassó még ugyanebben az évben hűséget fogadott a fejedelemnek, mire a várat is visszakapta. II. Rákóczi György 1660-ban, amikor harmadszorra is Erdély fejedelme lett, tábornoka, Mikes Mihály seregével az éj leple alatt váratlanul megjelent a vár alatt. Székely katonái létrákon megmászták a falakat, és Törcsvárt elfoglalták.
1690-ben Thököly Imre akarta bevenni az erősséget, de Brassóból érkezett segítséggel a császáriak megvédték. A 18. század végén már csak egy porkoláb és 12 városi darabont tartózkodott benne. 1916. december 30-án IV. Károly és felesége Zita királyné került az osztrák-magyar trónra, ekkor Brassó szabad királyi város tanácsa a törcsvári kastélyt koronázási ajándékként Zita királynénak adományozta. 1918-ban román fennhatóság alá került, majd 1920-ban Karl Ernst Schnell brassói polgármester Mária román királynénak ajándékozta. A királyné átépítette és romantikus kiegészítésekkel restauráltatta, majd leányának, Ilona hercegnőnek hagyta örökségül, aki 1931. július 26-án ment férjhez Habsburg Antalhoz.
1948-ban – a királyi család száműzetése után – a törcsvári kastély a román állam tulajdonává vált. Az államosítás után kifosztották és sorsára hagyták a kastélyt, restaurálása csak 1987-ben kezdődött, a munka legnagyobb része 1993-ra készült el. A román visszaszolgáltatási törvény alapján, a már 50 éve múzeumként működő romantikus várkastélyt Ilona hercegnő gyermekei – a Bécsben élő Mária Magdolna és az amerikai építészként is ismert Domonkos – vették át a román kulturális minisztériumtól 2009-ben.
Jelenleg múzeum működik benne. A popkultúra Drakula gróf lakhelyeként tartja számon, bár sem a könyvbeli Drakula gróf, sem a vele azonosított Vlad Țepeș nem köthető ehhez a helyhez.

## A kastély leírása
A kastély 100 m magas hegyen épült, trapéz alaprajzú, É–D-i irányú belsőtornyos vár. A vár egyetlen bejárata a déli várfalból kiugró, négyszög alaprajzú, ágyúlőréses, vastag falú kaputorony emeleti részén nyílik, melyhez eredetileg elmozdítható falépcső, ma kőlépcső vezet. A kaputornyon keresztül a vár udvarára tehát kocsival vagy lóval bejutni nem lehetett.
A legkeskenyebb és egyben a leginkább védelemre szoruló oldala a széles árokkal megerősített keleti, melyet 4 m vastag kőkockákkal borított, tömör pajzsfal zár le. Ennek tetején a védők számára védőfolyosó készült. A pajzsfal mögött álló palota kétemeletes, benne egykor tizenegy lakóhelyiség volt található, melyek közül a legnagyobb a lovagterem lehetett.
Az északi oldalon, a szikla tetején négyszög alakú, meredek félfedéllel borított torony épült, mely kívülről magasnak látszik, de belülről csak kétemeletnyi. Mellette egy hét emeletes, befelé keskenyedő, négyszögű bástya épült, melynek tetőrészéből kis figyelőtornyocska nyúlik ki. A nyugati, kerek torony aljában volt az ablaktalan börtön, ahová csak térden csúszva lehetett bejutni. Földszintjén a darabontok szobája volt, a torony közelében pedig a kb. 70 m mélységű kút.
Törcsvárnak egy elővára is volt a völgyben, mely a szorost zárta le. A hágó útja keresztülhaladt rajta, így itt ellenőrizték, vámolták az országba érkezőket. Gazdasági-, és lakóépületek is álltak benne, mivel a felsővár túl kicsi volt ezek elhelyezésére. Az elővár lőréses falaiból még napjainkban is jelentős részek állnak, melyek jól érzékeltetik egykori kiterjedését.
Erdély egyik legépebben megmaradt, középkori jellegét is megőrző kastélyának falai teljes épségükben, többször kijavítva ma is állnak. A közelmúltban teljes mértékben restaurálták, a belső helyiségekben a román királyi család emléktárgyaiból állandó kiállítás tekinthető meg.

## Képek

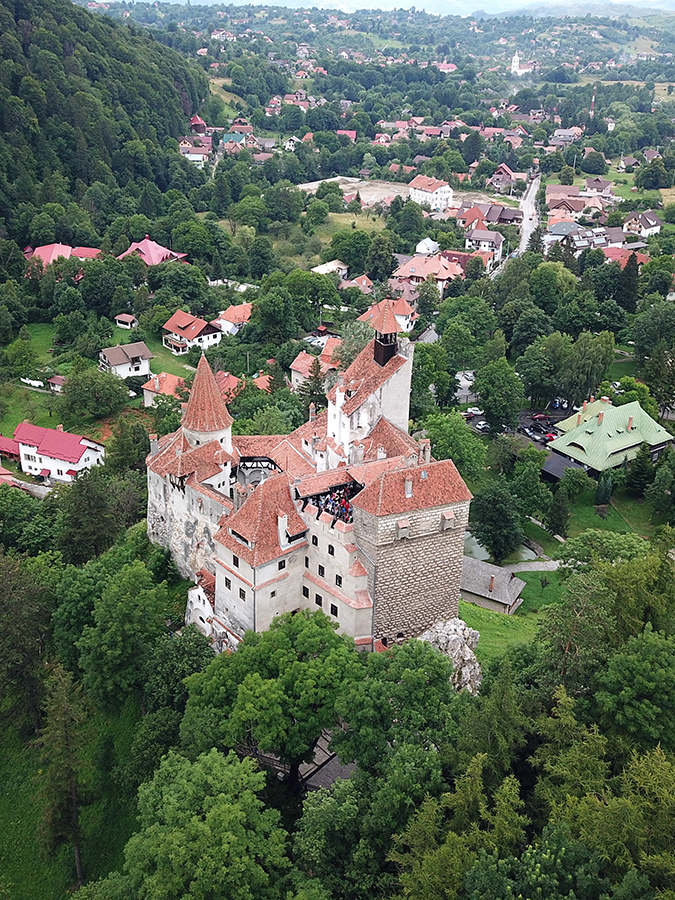
A várkastély légi fotón
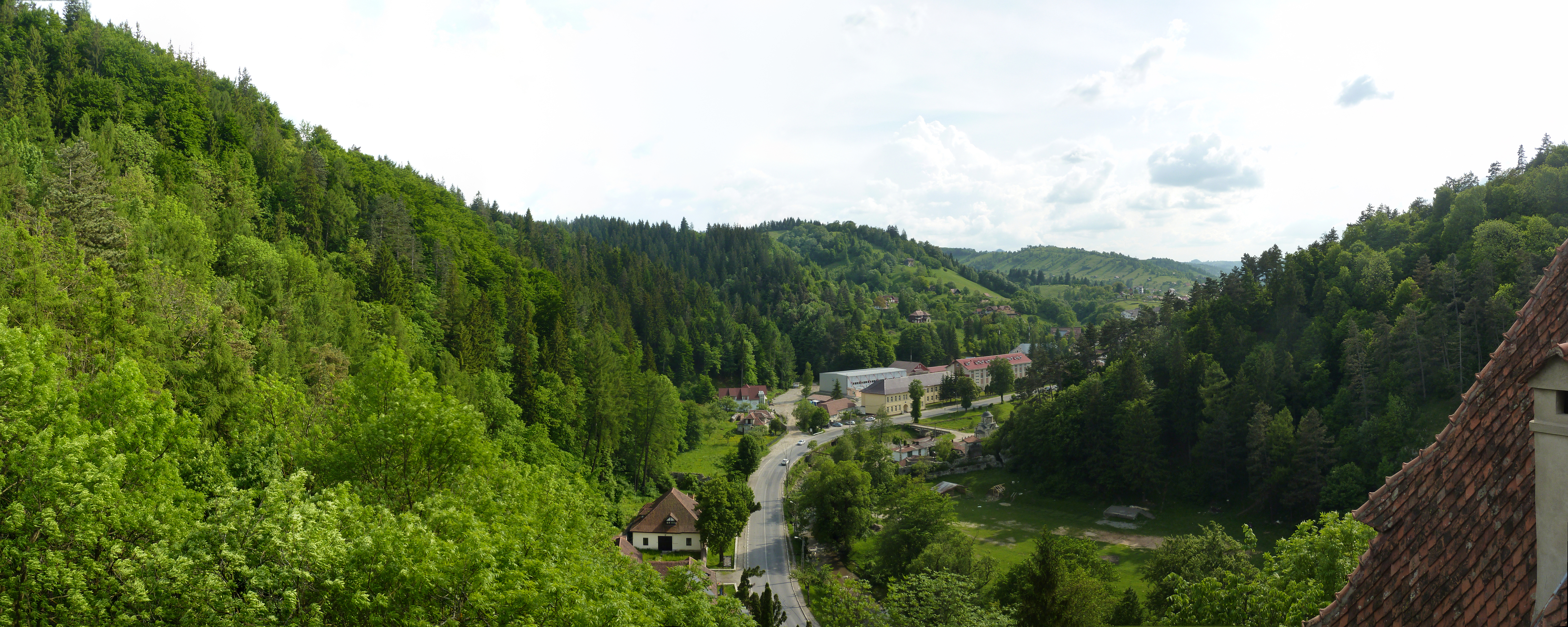
Panoráma a törcsvári kastélyból
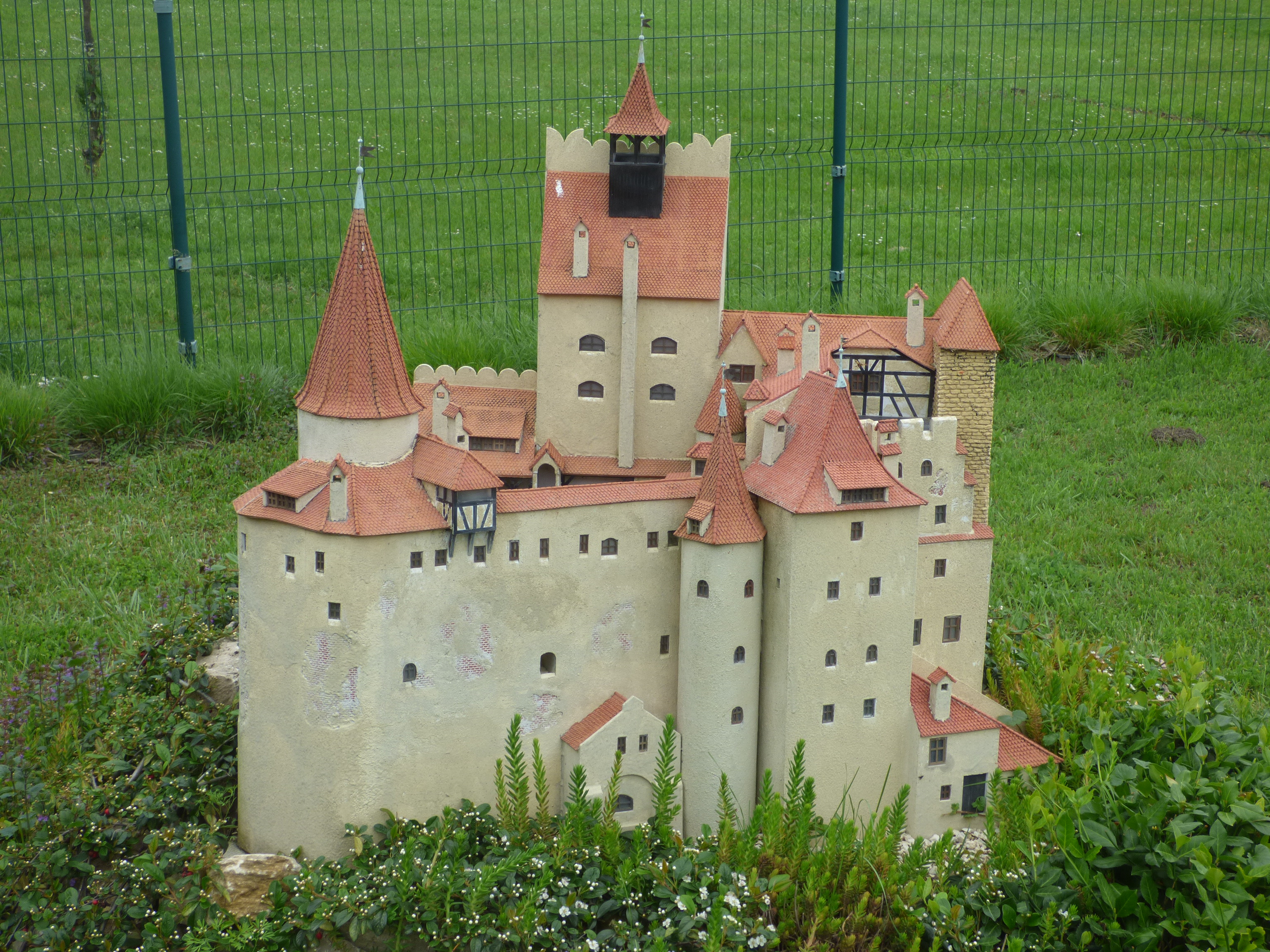
A törcsvári várkastély makettje a szarvasi Mini Magyarország gyűjteményében
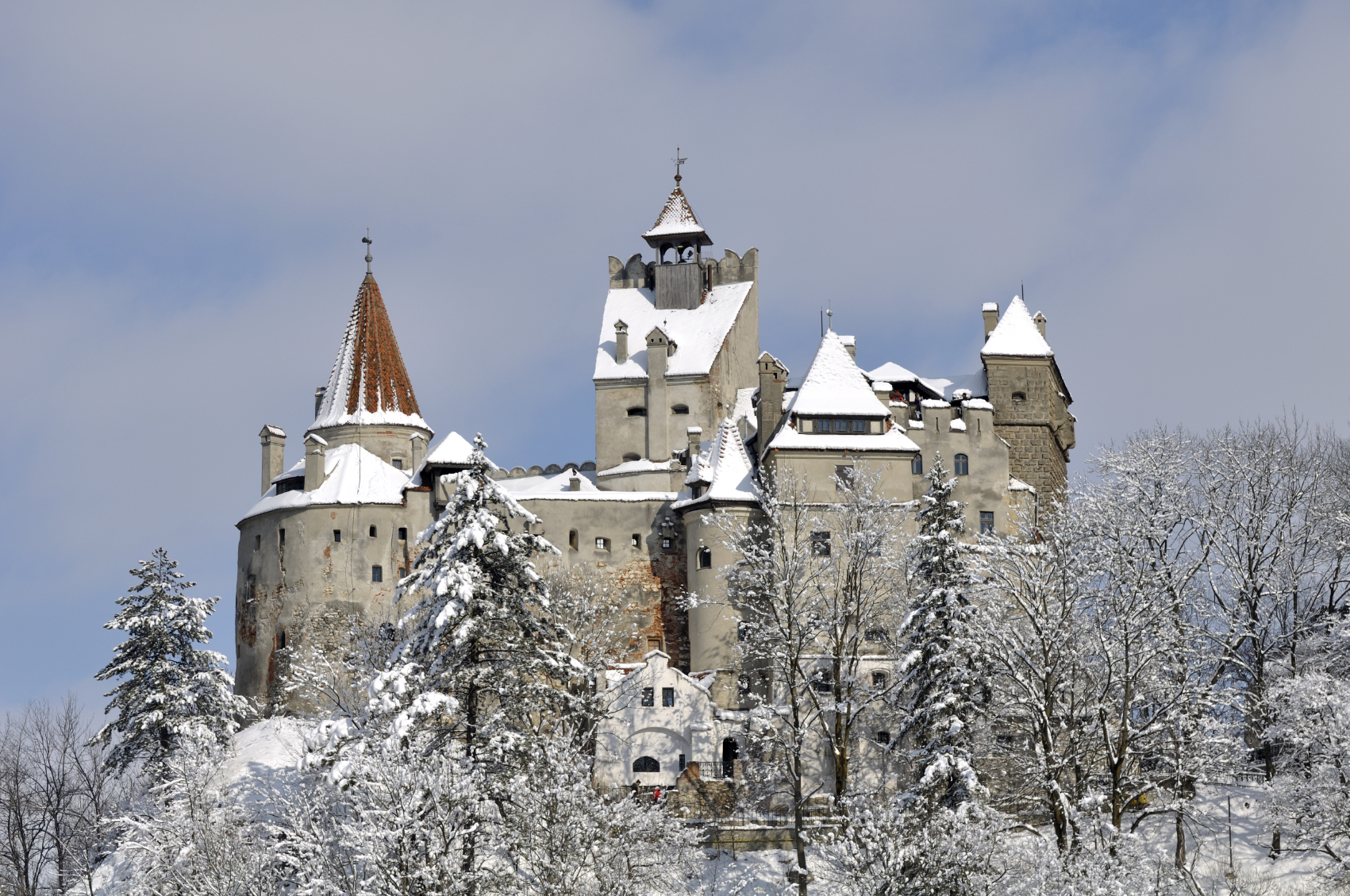
A hólepte törcsvári kastély (2009)
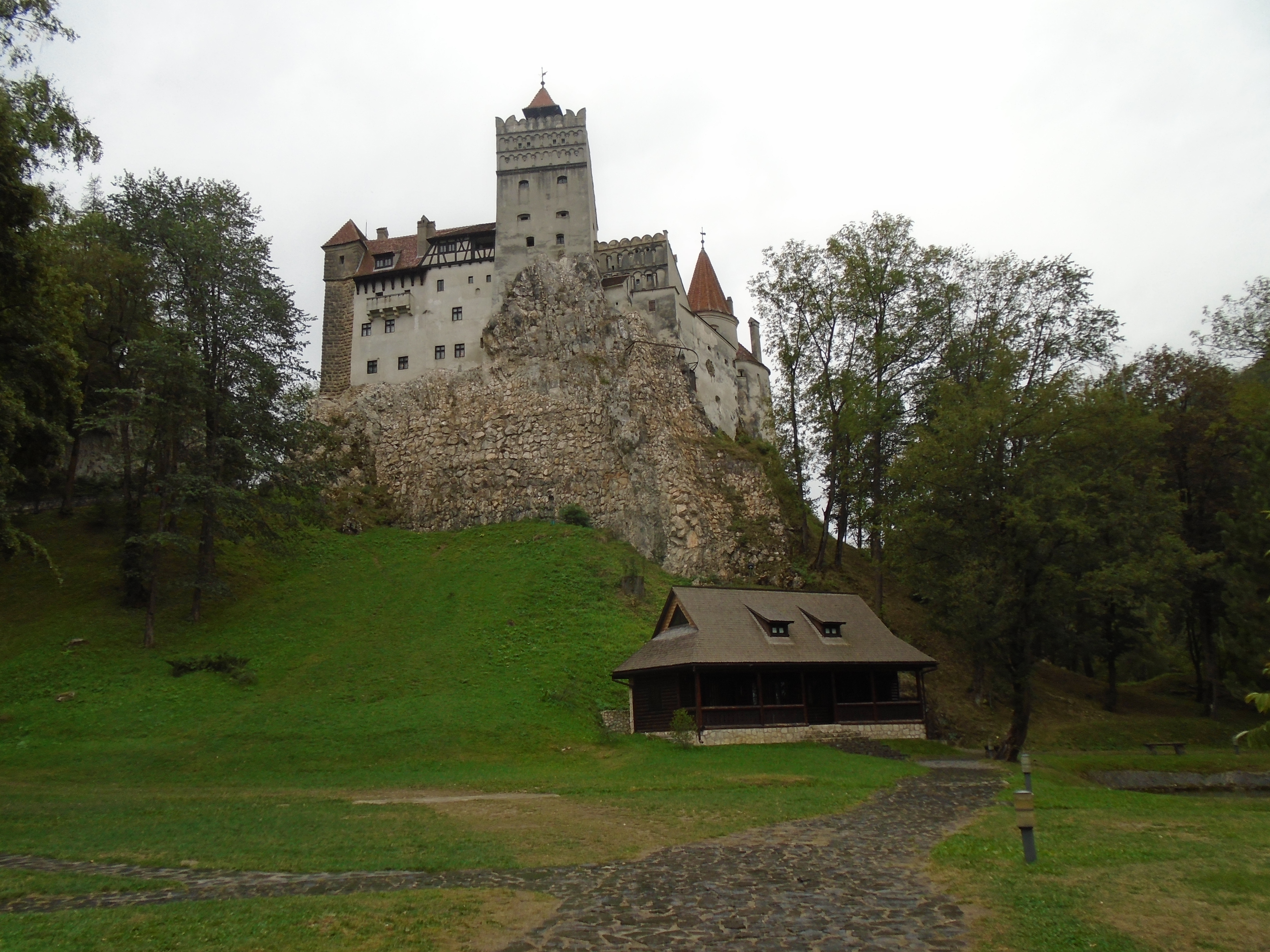
A törcsvári kastély magas falai között román és magyar királynők is szívesen időztek
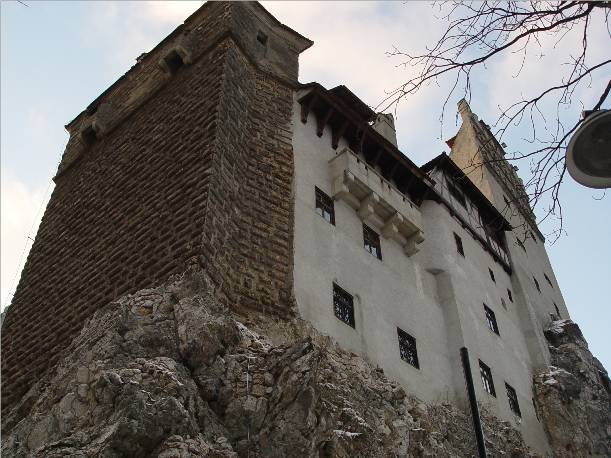
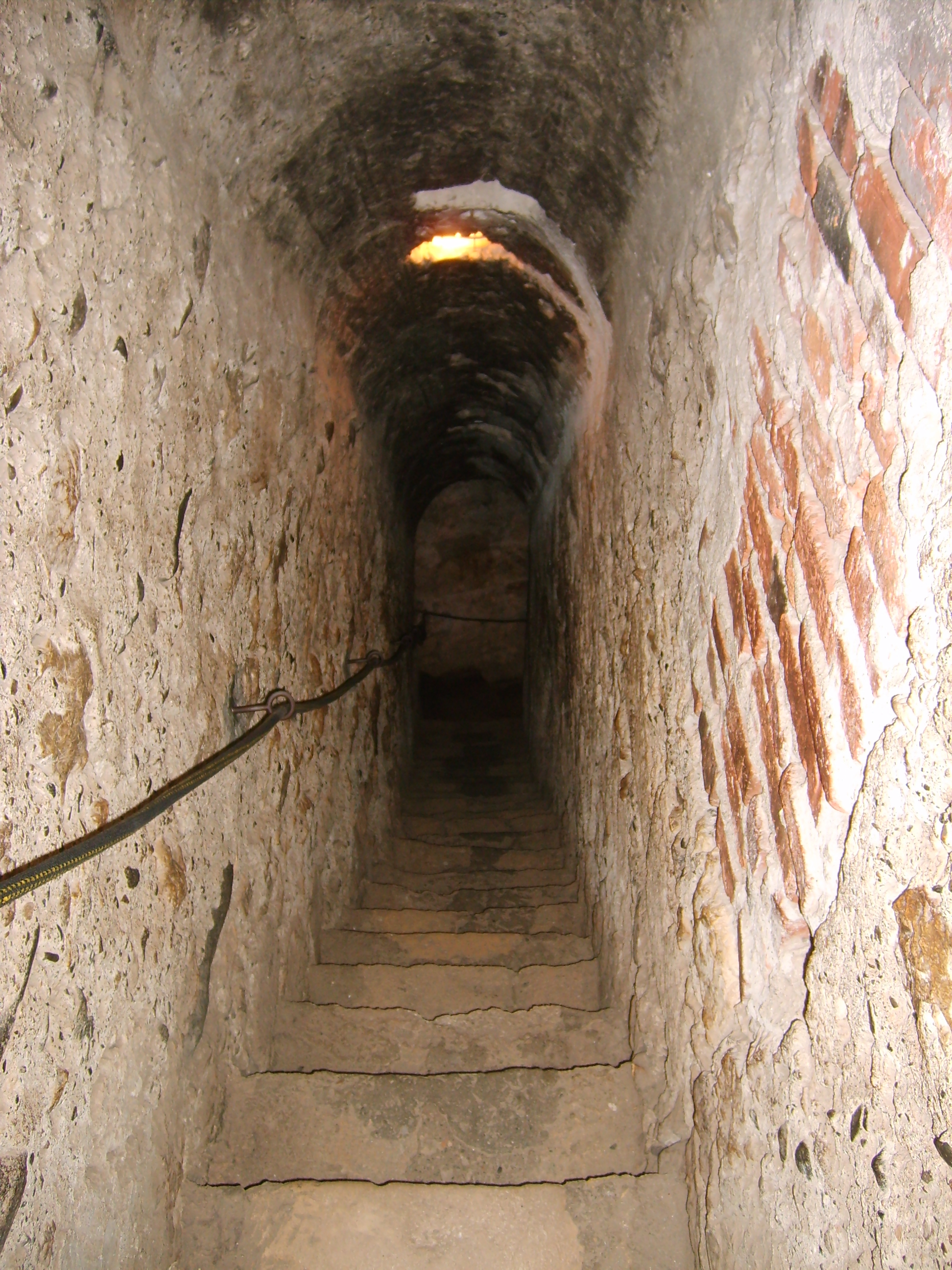
Belső folyosó
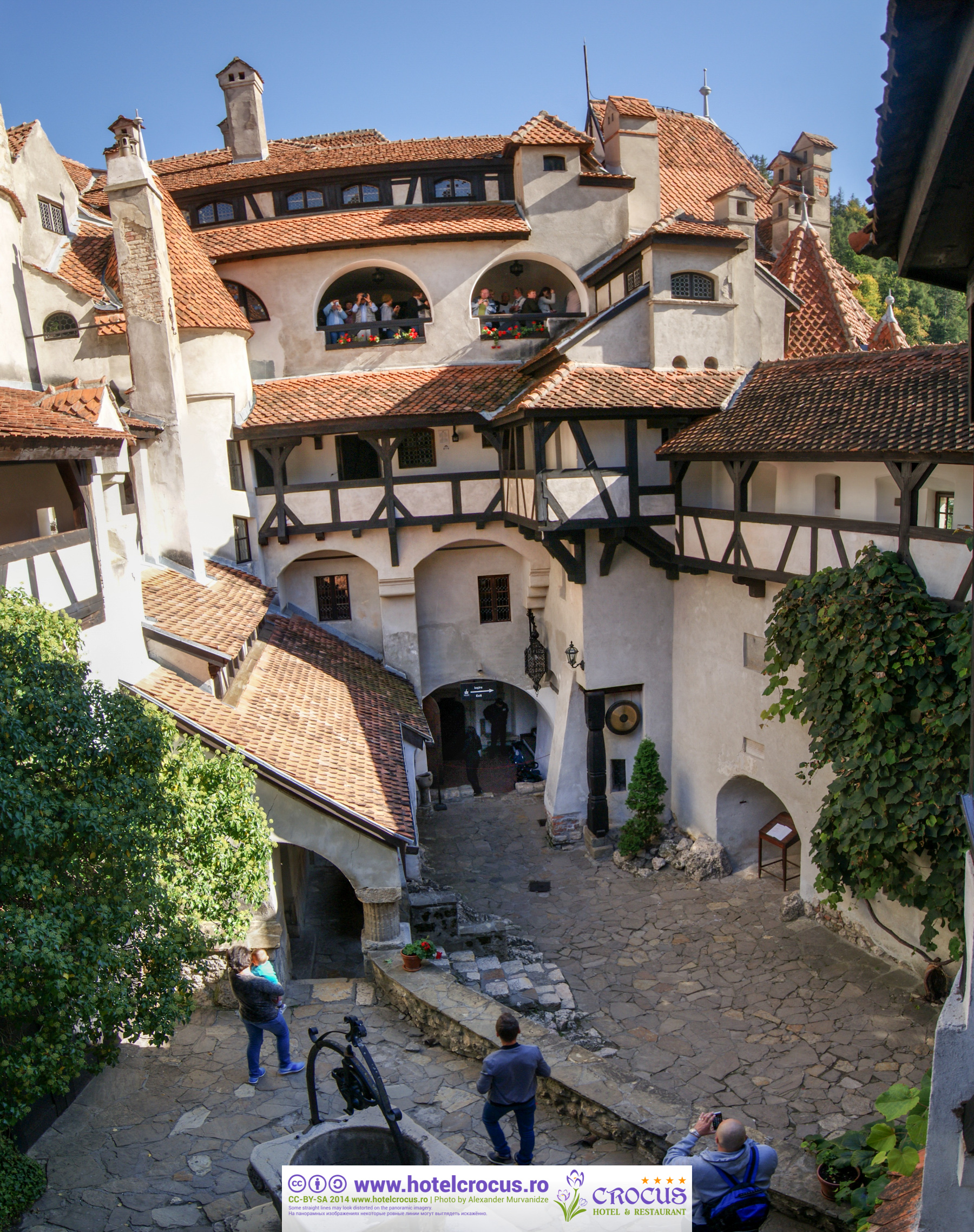
A vár udvara
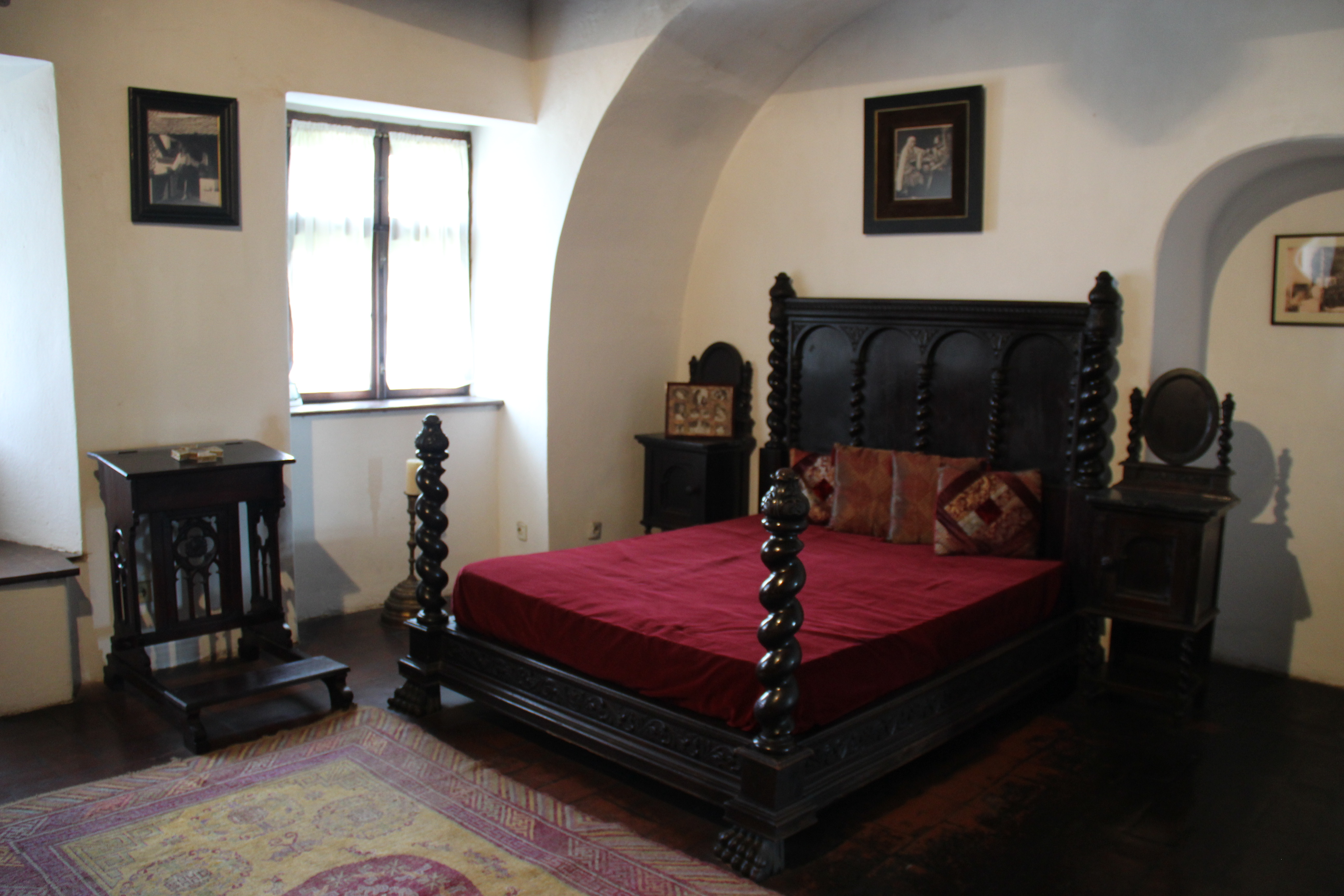
I. Ferdinánd román király hálószobája